# 多姆博基
48°27′48″N 22°32′32″E / 48.46333°N 22.54222°E
多姆博基（（乌克兰語）)）是烏克蘭的村落，位於該國西部外喀爾巴阡州，由穆卡切沃區負責管轄，面積4.1平方公里，海拔高度109米，2001年人口493，人口密度每平方公里120人。

## 资料
1. ↑  Template:Citat web